# Pierre Dumanoir
Pierre Dumanoir, francoski admiral, * 2. avgust 1770, † 7. julij 1829.